# Distretto di Lizhou
Il distretto di Lizhou (利州区S, Lìzhōu QūP) (già distretto di Shizhong) è un distretto della Cina, situato nella provincia di Sichuan e amministrato dalla prefettura di Guangyuan.